# Adolf De Meulemeester
Adolf De Meulemeester (Gent, 8 februari 1816 - aldaar, 15 april 1907) was een Belgisch liberaal politicus.

## Levensloop
Van 1854 tot 1872 was Adolf De Meulemeester liberaal Oost-Vlaams provincieraadslid. In 1859 werd hij door de Gentse gemeenteraad aangesteld als bestuurder van de Commissie der Burgerlijke Godshuizen. In 1863 werd hij voorzitter van deze commissie en hij bleef twintig jaar lang de spreekbuis van het Gentse welzijnsbeleid.
Van 1870 tot 1883 zetelde hij in de Gentse gemeenteraad. Naast sociale aangelegenheden behartigde hij de Vlaamse zaak en het cultuurbeleid. Hij zorgde mee voor de bouw van de Nederlandse Schouwburg, die in 1899 werd ingehuldigd.